# Боццоло
Боццоло (итал. Bozzolo) — коммуна в Италии, располагается в регионе Ломбардия, в провинции Мантуя.
Население составляет 4089 человек (2008 г.), плотность населения составляет 227 чел./км². Занимает площадь 18 км². Почтовый индекс — 46012. Телефонный код — 0376.
Покровителем коммуны почитается святой Реститут, мученик Римский, празднование 29 мая.

## История
В конце XIX — начале XX века на страницах «Энциклопедического словаря Брокгауза и Ефрона» говорилось, что между Боццоло и Пиаденой: «там, где Ольо принимает в себя Киезу, лежал древний Бедриакум, при котором в 69 г. по Р. X. император Оттон был разбит Вителием».

## Демография
Динамика населения:

## Администрация коммуны
- Официальный сайт: http://www.comune.bozzolo.mn.it